# Stasys Dailydka
Stasys Dailydka (* 6. März 1953 in Šarkiškiai, Rajongemeinde Varėna) ist ein litauischer Eisenbahningenieur, Manager und ehemaliger Politiker, Vizeminister, stellv. Verkehrsminister Litauens.

## Biografie
Nach dem Abitur 1970 an der Mittelschule Varėna absolvierte Dailydka von 1970 bis 1975  ein Diplomstudium der Mechanik am Vilniaus inžinerinis statybos institutas. Von 1975 bis 1976 arbeitete er in Švenčionys und von 1980 bis 1987 in Vievis als Direktor des Autotransportbetriebs. Von 1987 bis 1992 war er stellv. Verkehrsminister Litauens. 
Von 1990 bis 1991 studierte er an der Lietuvos vadybos akademija. Von 1991 bis 1995 leitete er den Verband Lietuvos kelių vežėjų asociacija „Linava“ und war Vizepräsident von Lietuvos pramonininkų konfederacija. Von 1992 bis 1997 leitete er „Lietuvos avialinijos“ als Generaldirektor. Von 1997 bis 2001 war er Berater beim Versicherungsunternehmen UAB „Lindra“ und Präsident beim Unternehmen für Lebensversicherung UAB „Lindra – gyvybės draudimas“.
Von 2002 bis 2005 leitete er die Abteilung und ab 2006 war er Generaldirektor bei AB „Lietuvos geležinkeliai“. Von 2007 bis 2011 promovierte er an der Vilniaus Gedimino technikos universitetas (VGTU) im Transportingenieurwesen. Seit 2011 ist er Dozent am Lehrstuhl für Eisenbahntransport der VGTU. 
Dailydka ist Mitglied der Lietuvos socialdemokratų partija.
Dailydka ist verheiratet. Mit Frau hat er die Tochter Skirmantė Dailydkaitė, Neurologin, und den Sohn Vytautas Dailydka, Manager von UAB Pinigų Mašina.

## Bibliografie
- Traukos riedmenų elektros pavaros ir jų valdymas: vadovėlis / Lionginas Liudvinavičius, Leonas Povilas Lingaitis, Stasys Dailydka. – Vilnius: Technika, 2010. – 319 p.: iliustr. – ISBN 978-9955-28-559-5
- Lokomotyvų elektros pavarų parametrų diagnostika: mokomoji knyga / Lionginas Liudvinavičius, Stasys Dailydka, Leonas Povilas Lingaitis. – Vilnius: Technika, 2012. – 227 p.: iliustr. – ISBN 978-609-457-216-6